# رولف بکر
رولف بکر (آلمانی: Rolf Becker؛ زادهٔ ۳۱ مارس ۱۹۳۵) صداپیشه، فیلم‌نامه‌نویس و بازیگر اهل آلمان است.
از فیلم‌ها یا برنامه‌های تلویزیونی که وی در آن نقش داشته است، می‌توان به یکشنبه غم‌انگیز و نورمر اشاره کرد.